# Inbördeskriget i Libanon
Inbördeskriget i Libanon var ett inbördeskrig med framträdande inslag av utländsk milis som utspelades i Libanon med varierande intensitet 1975–1990. Det var ett svårgripbart krig mellan olika folkgrupper och politiska partier i landet, vilka ingick allianser med varandra, och med utländska stödtrupper. Alltmedan kriget pågick ändrades allianserna hastigt och oförutsägbart. De inhemska parterna utgjordes av shiitiska, palestinska, maronitiska, sunnimuslimska och drusiska grupper. Mellan grupperna fanns dock oenigheter, och mot slutet av kriget hade nästan varje part varit allierad och så småningom förrått varje annan part åtminstone en gång.  Utländska parter var framför allt Syrien, Israel, Iran, Irak och USA.
Konflikten förvärrades av demografiska förändringar, palestinska flyktingströmmar mellan 1948 och 1970, strider mellan kristna och muslimer, Israel-Libanon-konflikten, samt att Syrien och PLO blandade sig i. Efter en kort vapenvila 1976, genom medling av Arabförbundet, fortsatte striderna, framför allt i södra Libanon, som först ockuperades av PLO, sedan av Israel.
Vid krigets utbrott kunde parterna grupperas i en kristen högerallians och en muslimsk vänsterallians. Därefter blev det med tiden ett allas krig mot alla, ett krig på alla fronter. Inbördeskriget var mycket blodigt, och väckte uppmärksamhet globalt genom flera gisslandramer, massakrer, och mord på högt uppsatta politiker.
Under 1980-talet var läget särskilt blodigt, och stora delar av Beirut lades i ruiner.
Ett antal krigsbrott och terroristdåd utfördes under kriget. Dit hör Karantinamassakern 1976 då kristen milis dödade kanske 1000 personer, Damurmassakern samma år när PLO dödade 500 obeväpnade kristna invånare i kuststaden i fråga, samt Sabra och Shatilamassakern 1982, vid vilken kristen milis massakrerade 800 obeväpnade palestinska flyktingar. Israels eventuella ansvar för massakern, med Ariel Sharon som försvarsminister, är omtvistad. Men den statliga israeliska Kahankommissionen kom fram till att Sharon hade ett "personligt ansvar" för massakern. Sharon tvingades som en följd av kommissionens slutsatser avgå som försvarsminister i februari 1983.
Med kriget förlorade Libanon även sin reella självständighet.
Vid tiden för Taifavtalet 1989 kontrollerade Israel en "säkerhetszon" i södra Libanon, vilket de motiverade med att det var nödvändigt för att försvara norra Israel, och med att Hizbollah, som ansågs företräda syriska och iranska intressen, hade ersatt PLO som den organisation som angrep Israel i syfte att även fortsättningsvis låta Libanon vara arabländernas enda öppna front mot Israel. Israels armé drog tillbaka sina trupper från södra Libanon 2000. Efter tillbakadragandet fyllde Hizbollah det maktvakuum som uppstod i södra Libanon. Syrien, som hade stort militärt och politiskt inflytande i hela landet, drog tillbaka sina militära styrkor först 2005, efter kraftiga antisyriska protester under Cederrevolutionen och diplomatiska påtryckningar från Frankrike och FN, i svallvågorna av mordet på Rafiq Hariri.

## Bakgrund
Libanon hade efter första världskriget hamnat under Frankrikes mandat, liksom grannlandet Syrien. Av historiska skäl var en majoritet av befolkningen kristen. De flesta tillhörde Maronitiska kyrkan (maroniter). Eftersom Libanon var en strategiskt fördelaktig besittning för Frankrike, utgick den franska maktbasen i Mellanöstern därifrån. Av den anledningen ville Frankrike öka landets mycket lilla yta. För detta ändamål avsattes syriska områden.
Befolkningen i dessa syriska områden var muslimer och befolkningstätheten var betydligt högre. Därmed ändrades de demografiska förhållandena drastiskt genom Frankrikes gränsflytt.
1941 blev Libanon självständigt, men först 1946 uppnåddes total autonomi. Under åren däremellan slöt befolkningsgrupperna i landet en pakt om hur de skulle styra landet, när de blivit av med Frankrike. Enligt denna pakt skulle presidenten vara maronit, premiärministern sunnimuslim, och talmannen shiit. Kvoteringssystemet innefattade även landets övriga minoriteter, och grundade sig på förhållandena vid en folkräkning på 1930-talet. Detta system genomdrev de.
Efter andra världskriget upplevde Libanon en ekonomisk tillväxt som saknade motstycke i övriga Mellanöstern. Detta gynnade handelsmän i städerna, medan jordbruksarbetare i stället fick svårigheter på grund av massiv befolkningsökning. Många andra förändringar ledde till att kvoteringssystemet inte längre var proportionellt, bland annat det faktum att en mycket stor grupp palestinska flyktingar sökte sig dit efter att staten Israel utropades 1948 - dessa flyktingar avsåg att återvända till en nybildad arabisk stat, inte att bli medborgare i Libanon. De libanesiska befolkningsgrupperna ökade i olika takt, och framåt 1970-talet var kvoteringen, som grundats på de förhållanden som rådde fyrtio år tidigare, inte längre representativ. Det var framför allt shiiterna som hade ökat procentuellt sett, men även sunnimuslimerna.
De flesta palestinier var muslimer och araber, men det fanns även andra grupper, som grekisk-ortodoxa, tjerkesser, armenier. De palestinska flyktinglägren i Libanon blev en tacksam rekryteringscentral för terroristorganisationer, vilka utförde attentat mot grannlandet Israel, och från slutet av 1960-talet utspelades väpnade konflikter också inom Libanons gränser mellan israeler och palestinier. Många kristna och shiiter i landet var avogt inställda till palestinierna på grund av deras attacker mot Israel och de israeliska vedergällningarna efter attackerna. Deras närvaro uppfattades även som en stat i staten, då de inte var integrerade eller hade för avsikt att bli det.

## Milisernas bildande
Flera faktorer bidrog till att destabilisera det libanesiska samhället: den palestinska flyktingströmmen, Nassers framgång med panarabismen, PLO:s grundande 1965, att all väpnad palestinsk motståndsrörelse i Syrien, Jordanien och Egypten hade slagits tillbaka eller förbjudits, och en tilltagande militant nationalism bland palestinierna. När Svarta september förbjudits i Jordanien 1970, hade de slagit sig ner i södra Libanon, där de svor på att återta Palestina. Detta var i strid emot alla överenskommelser med Libanon om palestiniers aktiviteter. De muslimska libaneserna såg i palestinierna en chans att häva pakten om kvoteringssystemet, genom att använda dem mot de kristna. Motståndare till konstitutionen var också panarabisterna, och den sekulära vänstern som hade kontakter med Sovjetunionen. Därför bildades Front for Progressive Parties and National Forces 1969, en oppositionell muslimsk vänsterkoalition (som senare ombildades till Lebanese National Movement) vilken ville låta utföra en ny folkräkning, och utifrån denna skapa en ny maktfördelning inom kvoteringssystemet som skulle motsvara befolkningsförändringen.
De kristna, i synnerhet maroniterna, uppfattade detta som en attack mot fundamenten för Staten Libanon och som ett förbundsbrott. Inte heller ville de kristna förhandla under syriska eller palestinska pistolhot.
Det politiska och sociala spektrumet var dock mer komplicerat än "muslimerna mot de kristna" som kriget rubricerades som av muslimska ledare - och a priori accepterades av mången observatör i väst som sann - vilka menade sig strida emot orättvisa och förtryck, när i själva verket det libanesiska inbördeskriget bara var ett förspel till samtidens splittring mellan den islamiska världen och resten av världen. I den utsträckning som inbördeskriget än var ett utslag av en större muslimsk vrede mot västvärlden, var den i alla fall en utlösande faktor i den delning mellan västvärlden och islam som sedan dess präglat deras relationer.
Båda sidor var oförmögna att låta udda vara jämnt, och började bilda miliser i självförsvar. Medan situationen förvärrades blev dessa miliser starkare och överträffade snart den reguljära armén. Detta undergrävde snabbt regeringens auktoritet. Regeringens förmåga att upprätthålla ordning försvagades också av den libanesiska arméns natur. Den var en av de minsta i Mellanöstern, och uppbyggd efter samma kvoteringssystem som fanns i övriga samhället. När soldater övergav armén för miliser, skulle armén visa sig inkapabel att hålla tillbaka miliserna eller hålla tillbaka PLO och utländsk infiltrering. Liksom i regeringen hade de kristna mest makt i armén, vilket fick muslimerna att tappa förtroendet för alla statliga institutioner. Libanons armé förföll efter att en muslimsk desertör förklarade att han inte tänkte ta order från maronitiska befäl.
Genom hela kriget agerade ingen milis med större beaktande av de mänskliga rättigheterna, och milisernas karaktär ledde till att civila föll offer vid många slag. Medan kriget fortsatte, utvecklades miliserna till maffialiknande organisationer, med regelrätt kriminalitet som huvudsaklig verksamhet. Kriget finansierades på ett eller flera sätt:
- Utländskt stöd, vanligen från andra arabiska regeringar, Iran eller Israel, eller en stormakt, ofta knutna till kedjeverksamhet. Allianser kom att spricka och ändras hastigt.
- Utsugning av befolkningen. Utpressning, rån, bankrån, och vägspärrar där avgifter togs ut för passage var vardag för alla sidor. Under vapenvilor opererade miliserna i sina hemtrakter praktiskt taget som maffior.
- Smuggling. Under inbördeskriget blev Libanon en av världens största tillverkare av narkotika, särskilt av hasch. Även annat smugglades, som vapen och tillbehör, alla sorters stulna varor, och sådant som Europa och arabvärlden brukade handla med. Libanon fortsatte vara Arabvärldens affärscentrum, fastän i andra former. Flera slag stod om hamnar, i syfte att ta kontroll över sjöfarten.

### De större miliserna
Se även: Lebanese National Movement
De flesta miliserna hävdade att de inte hade någon anknytning till sin religion, men rekryteringen skedde ofta från församlingarna eller de religiösa distrikten.

#### Kristna miliser
Kristna miliser fick vapen från Rumänien, Bulgarien, Västtyskland, Belgien och Israel, och stöddes av den stora, fattiga befolkningen i norra Libanon. De var som regel politiskt högerinriktade, och huvudsakligen maroniter, där de övriga religiösa grupperna spelade en sekundär roll.
Den mäktigaste av de kristna miliserna var Kataeb, även kallade falangisterna, vilka leddes av Bachir Gemayel. Falangisterna började samarbeta med den reguljära armén 1977, vilken 1986 hamnade under Samir Geageas befäl. En mindre grupp var den nationalistiska Cederväktarna. Dessa miliser vann snart fäste i det kristet dominerade östra Beirut, där flera av regeringens byggnader låg. I norr tjänade Maradabrigaden som privatmilis åt Suleiman Franjiehs släkt och Zgharta.

#### Shiitisk milis
Shiamilisen dröjde att formera sig och gå med i striden. Inledningsvis hade shiiterna dragits till den palestinska rörelsen och Libanesiska kommunistpartiet, men när Svarta september 1970 kom till landet, anlände många beväpnade palestinier till shiitiska områden - södra Libanon där flyktingförläggningarna förlades. Palestinierna hade snart förverkat sitt inflytande över shiiterna, eftersom PLO verkade ovilliga eller oförmögna att hejda att våldets makt började styra i shiiternas område.
Palestiniernas radikala sekularism och arroganta uppträdande fjärmade dem från det traditionalistiska shiitiska samhället, men erbjöd också en revolutionär politik som tilltalade de fattigaste av ungdomarna. Efter många år utan oberoende politiska organisationer, bildades plötsligt Musa Sadrs Amalrörelsen 1974-75. Dess moderata islamism drog till sig de fattiga i städerna, och Amals väpnade gren växte hastigt. Senare, under kriget, skulle en hårdför grupp bryta sig ur och sammanstråla med de shiiter som slogs mot Israel, och grunda Hizbollah, som numera är den starkaste milisen i Libanon.

#### Sunnimiliser
Några av de små och otaliga sunnigrupperna fick stöd från Libyen och Irak, och de största av dessa grupper var nasserister eller på annat sätt panarabister eller arabnationalister, men det förekom även några få islamistiska grupper, såsom Tawhidrörelsen. Den största sunnimilisen var al-Murabitun. För att uppväga svagheten på slagfältet, vände sig sunniterna till PLO, där sunnitiska palestinier dominerade, fast de även hade en liten kristen minoritet (huvudsakligen grekisk-ortodox).

#### Druserna
Den lilla gruppen druser som bodde i det utsatta Choufdistriktet i centrala Libanon, hade inga naturliga allierade och de tvingades därför ägna stor möda åt att bygga allianser. Under Jumblattsläkten, först Kamal Jumblatt (LNM) och sedan sonen Walid (Progressiva socialistpartiet, PSP), blev PSP navet till drusernas milis, med utmärkt förhållande till Sovjetunionen, med Israel vid dess invasion, och med Syrien när Israel drog sig tillbaka till södra Libanon.

#### Icke religiösa grupper
Fastän flera miliser påstod sig vara sekulära, fanns även religiösa intressen om än i liten skala. Det förekom dock ett antal icke-religiösa grupper, främst men inte uteslutande från vänstern samt högerfalangen inom panarabismen.
Ett exempel var Libanesiska kommunistpartiet (LCP), och ett annat, mer radikalt och oberoende, Kommunistiska aktionsorganisationen (OCA). Anmärkningsvärd är också Syriska socialnationella partiet (SSNP), som strävade efter att etablera ett Storsyrien, i motsats till panarabismen eller den libanesiska nationalismen. SSNP stod i förbindelse med Syriens regering, men ställde inte upp på Baathpartiets panarabiska ideologi eller Hafez al-Assad, och står ännu i opposition till att regeringen för den politiken.
Både det syrisk-dominerade och det irakiskt-dominerade Baathpartierna hade avdelningar i Libanon, det proirakiska leddes av Abdul-Majeed Al-Rafei (sunni) och Nicola Y. Firzli (grekisk-ortodox), medan det prosyriska leddes av Assem Qanso (shiit).

#### Palestinierna
Palestinierna flyttade större delen av sina väpnade styrkor till Libanon under slutet av 1970, då de utvisats från Jordanien efter händelserna som kallas Svarta september. Paraplyorganisationen, PLO - som i sig tvivelsutan var den kraftfullaste stridande parten i Libanon - var knappast mer än en lös sammanslutning, och dess ledare, Yassir Arafat, klarade inte av att hejda de rivaliserande grupperna. Detta underminerade såväl PLO:s operativa styrka som de libanesiska sympatierna för PLO, medan organisationen i tilltagande grad skakades av radikala grupper vilkas "kommunistiska revolution" sällan var annat än tomma skrällar. Till slut hölls PLO mer samman av gemensamma intressen och Arafats kontinuerliga försök till medling inom PLO, än av en organisatorisk struktur.
Huvudfåran inom PLO var Arafats mäktiga Fatah, en gerilla som först tvekade att ta sida i den libanesiska kampen, men som slutligen drogs in i en väpnad kamp av mer radikala palestinska grupper. Dessa uppmuntrades av radikalare arabstater, som Syrien, Irak och Libyen, och erkände sig till marxistisk eller arabsocialistisk doktrin. Bland de viktigare var Folkfronten för Palestinas befrielse (PFLP), och dess utbrytargrupp Demokratiska fronten för Palestinas befrielse (DFLP). Biroller spelades av den splittrade Palestinska befrielsefronten (PLF) och andra utbrytningar från PFLP, den Syrienallierade Folkfronten för Palestinas befrielse-Generalkommandot (PFLP-GC). För att komplicera det hela ytterligare, satte Baathpartierna i Irak och Syrien upp lokalavdelningar i Libanon som de anslöt till PLO. As-Sa'iqa var en milis som var kopplat till det pro-syriska Baathpartiet, liksom Arabiska befrielsefronten (ALF) som var kopplat till det pro-irakiska Baathpartiet. Brigader från Syriens armé fanns också i Palestinska befrielsearmén (PLA), vilken formellt men inte funktionellt var PLO:s armé. Några enheter ur PLA kom från Egypten och stod under Arafats kontroll, men de spelade inte lika framträdande roll som de tungt beväpnade syriska grupperna.
1974 lades ytterligare en börda på Arafats axlar, vilket höll på att krossa PLO. Ett kontroversiellt förslag, 10 punktsprogrammet, i syfte att bana väg för en tvåstatslösning hade vunnit gehör hos Arafat och Fatah i Palestinska nationalrådet (PNC). Under rasande anklagelser om förräderi, gick flera hårdföra antiisraeliska grupper ur organisationen. Med stöd av Irak, Syrien, och Libyen, bildade de Rejectionist Front, som förde en kompromisslös linje mot Israel. Utbrytarna var bland andra PFLP, PFLP-GC,  PLF, as-Sa'iqa, ALF, och flera andra, och missnöjet växte också inom Fatah. Så småningom skulle Arafat lyckas ena grupperna, men detta skulle komma att förfölja honom under 1970- och tidiga 1980-talen, och splittringen förhindrade gemensamma aktioner under kritiska faser av inbördeskriget i Libanon.

## PLO och den regionala konflikten
Efter tung politisk påtryckning från arabländerna, Kairoavtalet som anordnats av Egyptens president Gamal Abdel Nasser 1969, var libaneserna tvungna att acceptera att utländsk militär (PLO) utförde operationer mot Israel från Libanon. Fastän till en början motvillig att skriva under avtalet, hade Libanons regering med tiden börjat se det som det sista hoppet att få tillbaka kontrollen över sitt land, och därför kom de överens om att attackerna skulle utföras tillsammans med Libanons armé. PLO fick kontroll över flyktinglägren, men snart hamnade hela södra Libanon under dem, och avtalet bröts. När väpnade grupper strömmade in från Jordanien efter Svarta september, blev PLO betungande för många av områdets södra invånare. De radikala grupperna opererade enligt egen lag, och hamnade på kant med den konservativa shiitiska befolkningen. På samma sätt som i Jordanien, började PLO förlora muslimernas stöd i Libanon.
Inom Fatah började en vänsterfalang motarbeta Arafat, när veteraner från Jordanien började ta plats där. Arafat strävade dock efter att upprätta en stat i staten i södra Libanon, för att på så vis säkra basen för PLO, med högkvarter i Bekaadalen och västra Beirut. De libanesiska myndigheterna började ignoreras. Israel utförde hårda motangrepp på Libanon efter palestinska räder från det område som började kallas "Fatahland", vilket inte ökade de civila muslimernas eller kristnas gillande av den palestinska gerillan.
PLO gillades dock av sunniterna, som av religiösa skäl såg dem som naturliga bundsförvanter, och av druserna. En vänskap utvecklades mellan Arafat och drusernas ledare, ordföranden i socialistpartiet Kamal Jumblatt. Många inom Rejectionist Front blev omedelbart medlemmar av libanesiska kamporganisationer, samman med delar av Fatah. Arafat själv ville inte inlåta palestinierna i en inbördes konflikt av rädsla för att detta skulle föra PLO ut ur Libanon och försvåra vänskapsband.

## Krigets första fas, 1975-1977

### Religiösa konflikter och civila massakrer
Under våren 1975 trappades våldet upp, först med mindre sammandrabbningar, med LNM mot falangisterna. Den avtynande regeringen stod mellan att antingen upprätta ordningen eller att hålla sig inom konstitutionens ramar. Morgonen den 13 april 1975 avlossade oidentifierade män i en snabb bil skott mot en kyrka i ett bostadsområde i östra Beirut, Ain El Rummaneh, vilket dödade 4 personer inklusive två maronitiska falangister. Några timmar senare dödade falangisterna, ledda av Bashir Gemayel, 30 palestinier i en buss i Ein Al-Rumaneh. Sammandrabbningar uppstod i hela staden i respons på "bussmassakern".
Arabförbundet medlade mellan parterna, och striden lades ner den 16 april. Den 21 maj bröts vapenvilan. Med anledning av den kritiska situationen uppstod en regeringskris, som löstes genom att Rashid Karami tillträdde som premiärminister den 28 maj. Striderna fortsatte i juni, och krävde hundratals dödsoffer. Bortsett från förlusterna i människoliv, uppgick kostnaderna för kriget till 15 miljarder kronor, redan i oktober 1975, och i december var staden till stora delar förstörd. Hundratusentals människor flydde från landet under 1975, och de flesta utländska beskickningar tvingades vända hem av säkerhetsskäl.
Den 6 december 1975, en dag som senare blivit känd som Svarta lördagen, ledde dödandet av 4 falangister till att falangisterna satte upp tillfälliga vägspärrar genom Beirut där de identifierade personers religiösa tillhörighet. Många muslimer och palestinier dödades vid dessa kontroller, och falangisterna tog flera i gisslan. Muslimer och palestinier svarade skarpt, vilket ökade dödstalen till mellan 200 och 600 civila och milismän. Därefter utbröt hårda sammanstötningar.
Civila blev lätt offer i den ökande våldsspiralen mellan de religiösa grupperna. Den 18 januari 1976 dödade falangisterna, nationalliberala partiet och deras allierade ett stort antal människor och bortåt 6000 blev hemlösa i de muslimska slumkvarteren Karantina och Maslakh. Druserna och muslimerna gick samman och hämnades genom att inta kristna städer, som Damur, Jiye, mindre städer i norra Libanon, Chtaura, Zahle, vilka de ödelade, delvis med hjälp av PLO-förstärkning från Syrien. Antalet dödsoffer från år 1976 års början uppgår till tusental för både högeralliansen och vänsteralliansen, och flera av händelserna brukar betecknas som massakrer. Bortsett från dessa oräkneliga civilpersoners död, tvingades ett ännu större antal människor fly, för att deras hem förstörts och av rädsla för massakrer. Samtidigt delades Beirut i ett västligt och ett östligt läger, med kristen respektive muslimsk befolkning. Detta ledde till att den väl beväpnade Fatah, och därmed PLO, gick med i striden, på LNM:s sida, eftersom palestinierna hade blivit fullständigt fientligt inställda till de kristna libaneserna. De vänsterorienterade kristna som deltagit i LNM, och de muslimska konservativa som ställt sig bakom regeringen, bröt nu med dessa, och det sekteristiska inslaget blev därmed totalt.

### Syrisk inblandning
I juni 1976, med ett land där krig fördes överallt och med maroniterna nära att ge upp, bad Libanons president Suleiman Frangieh Syrien om hjälp. Han anförde att Beiruts hamn skulle stängas och genom den gick en stor del av Syriens import. Efter massakern i Damur hade de kristnas rädsla ökat, och båda sidor upplevde situationen som att mer stod på spel än den politiska makten. Syrien svarade genom att bryta förbundet med det palestinska Rejectionist Front och började stödja den maronitisk-dominerade regeringen. Formellt ledde detta till att Syrien stod på samma sida som Israel, eftersom Israel redan stödde maronitiska styrkor med vapen, tankrar och militär rådgivning sedan i maj 1976.  Syrien hade sina egna politiska och territoriella intressen i Libanon, eftersom islamistiska celler och Muslimska brödraskapet som var motståndare till Baathpartiet fanns där, och genom landet skulle Syrien kunna attackera Israel.
På presidentens begäran anlände syriska trupper till Libanon, ockuperade Tripoli, Bekaadalen, under det att de med lätthet slog ner LNM och palestinskt försvar. En vapenvila slöts, men kunde inte hållas, så Syrien ökade påtryckningen. Med vapen från Damaskus lyckades den kristna milisen slå ner försvaret vid flyktinglägret Tel al-Zaatar i östra Beirut, som belägrats under lång tid. En massaker ägde rum vilket ledde till högljudd kritik mot Syrien av arabvärlden.
Den 19 oktober 1976 ägde slaget om Aishiya rum, då de samordnade krafterna av PLO och kommunistisk milis attackerade Aishiya, en isolerad kristen småort i ett huvudsakligen muslimskt område. Israels artilleri försökte försvara orten, men under natten återkom PLO och kommunisterna. Befolkningen flydde. Först 1982 återkom de.
I oktober 1976 accepterade Syrien ett förslag av Arabförbundet från ett toppmöte i Riyadh. Detta gav Syrien rätt att behålla 40 000 soldater (ADF) i Libanon, med uppgift att återställa ordningen och skingra de stridande parterna. I den enhet som skapades ingick även andra arabiska nationaliteter, men de tappade snart intresset, varmed Syrien återfick kontrollen, nu med ADF som diplomatisk sköld mot internationell kritik. Officiellt tog inbördeskriget slut i och med detta, och en spänd tystnad lade sig över Beirut och runt om i större delen av övriga Libanon. I söder uppstod dock oroligheter när PLO återvände till följd av att Riyadhfördraget krävde att de utrymde centrala Libanon.

### En spänd tystnad
Landet var nu i praktiken delat, med södra Libanon och västra halvan av Beirut som baser för PLO och muslimsk milis, och med de kristnas kontroll över östra Beirut och den kristna delen av Libanonberget. Linjen som skilde Beiruts delar, kallades "gröna linjen".

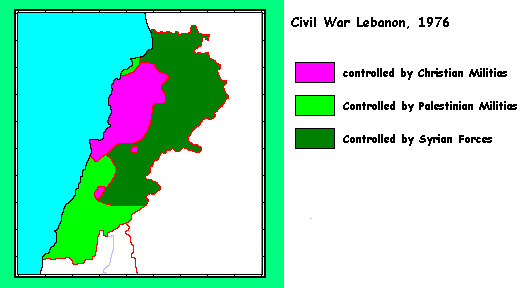
En grov uppskattning över vilka som kontrollerade regioner över libanesiskt territorium 1976. Kartan visar vilka grupper som kontrollerade vilka områden detta år. Mörkgrönt område: under Syrien. Rosa: kristna grupper. Ljusgrönt: under palestinskt styre.

I östra Beirut ingick de kristna ledarna av nationalliberala partiet (NLP), falangisterna, och Lebanese Renewal Party allians med Lebanese Front, en politisk motsvarighet till LNM. Deras milis - "tigrarna", falangisterna, och Cederförsvararna - ingick en lös sammanslutning med Lebanese Forces, för att skapa en militär gren av Lebanese Front. Redan från första stund dominerades alliansen av falangisterna, som leddes av Bashir Gemayel. Genom att ansluta och avväpna små milisgrupper, skaffade han sig både grundmurad kontroll och stärkte den största kristna styrkan.
I mars samma år dödades Kamal Jumblatt, den drusiske ledaren för Lebanese National Movement. Vida kretsar beskyllde Syriens regering för mordet. Medan hans roll som ledare för druserna och för socialistpartiet friktionsfritt övertogs av hans son Walid Jumblatt, upplöstes LNM efter hans död. Fastän vänsterpakter i opposition till regeringen, shiiter, sunniter, palestinier och druser kunde hålla sams ännu en stund, sprack enheten till följd av deras oförenliga intressen. Hafez al-Assad tog då tillfället i akt att splittra både kristna och muslimska koalitioner, för att söndra och härska.

## Krigets andra fas, 1977-1982

### Israel drar in i södra Libanon, 1978

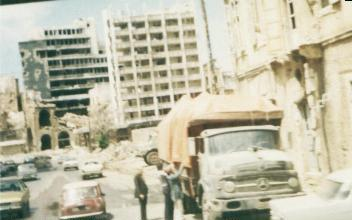
Beirut i april 1978.

#### Operation Litani
PLO:s attacker mot Israel 1977 och 1978 ökade spänningarna mellan länderna. Den 11 mars 1978 landsteg 11 Fatahmedlemmar på en strand i norra Israel och drog vidare där de kapade två bussar, fulla av passagerare, på linjen Haifa-Tel Aviv, och sköt mot passerande fordon. De dödade 37 och skadade 76 israeler innan de själva dödades i en skottlossning mot Israels armé. Israel invaderade Libanon fyra dagar senare i Operation Litani. De ockuperade större delen av den södra delen av Litanifloden, vilket ledde till att åtminstone 100 000 libaneser evakuerades, och därtill kostade det åtminstone 2 000 människoliv. FN:s säkerhetsråd antog resolution 425 som uppmanade Israel till omedelbart tillbakadragande och bildade den fredsbevarande styrkan UNIFIL.

#### Säkerhetszonen

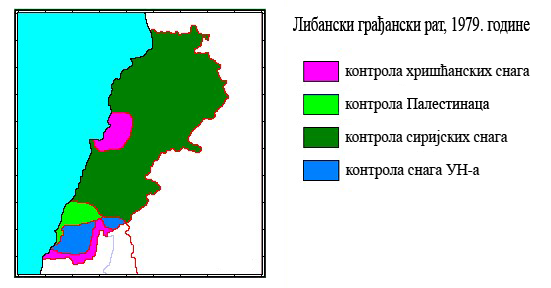
Libanon 1979. Kartan visar vilka grupper som kontrollerade vilka områden detta år. Mörkgrönt område: under Syrien. Rosa: kristna grupper. Blått: under FN. Ljusgrönt: under palestinskt styre.

Israels trupper drogs tillbaka senare under 1978, men fortsatte ha kontroll över den södra regionen genom en säkerhetszon längs gränsen. För att vidmakthålla dessa positioner, inrättade Israel Sydlibanesiska armén (SLA), en milis som utgjordes av en blandning av kristna och shiiter och som leddes av Saad Haddad. Israel tillhandahöll SLA frikostigt med vapen och resurser, och posterade rådgivare för att stärka och dirigera milisen. Den hårdföre premiärministern av Israel, Likuds Menachem Begin, jämförde den kristna minoritetens svåra situation i södra Libanon (som då utgjorde omkring 5 % av invånarna i SLA:s område), med den de europeiska judarna hade under andra världskriget.
Våldsamheter skedde ömsesidigt mellan PLO, Israel och SLA. PLO attackerade SLA:s posteringar och sköt raketer mot norra Israel. Israel gjorde flygräder mot PLO:s områden. SLA försökte återta sin makt i gränsområdet.

### Konflikter mellan Syrien och falangen
Under tiden hamnade Syrien i kollision med falangisterna, den maronitiska milisen som leddes av Bashir Gemayel, vars allt mer aggressiva aktioner syftade till att omintetgöra Syriens mål att få undan Gemayel så att Suleiman Frangieh kunde bli president. Följaktligen stärktes banden mellan Gemayel och Israel, utan att några avtal slöts. I april 1981, under strider i Zahle, kallade Gemayel på israelisk hjälp. Den israeliske premiärministern Begin svarade med att sända stridsflygplan till krigsplatsen, vilka sköt ner två syriska helikoptrar. Detta ledde till att den syriske presidenten Hafiz al-Assads beslutade att sända luftvärnsrobotar till Zahles omnejd.
Striderna fortsatte i juni och juli, med beskjutningar och flygbombningar. Framför allt civila drabbades. Syrien ockuperade den kristna staden Zahle, men under slutet av juni satte Saudiarabien och Kuwait press på Syrien att överlämna staden, vilket de gjorde den 30 juni 1981. I juli flygbombade Israel Beirut och Tyros, som svar på de syriska luftvärnsrobotarna. Palestinierna sköt därför raketer mot Israel. Philip Habib antog rollen som medlare, och lyckades framförhandla ett eld upphör den 24 juli.

### Israel planerar invasion
I augusti återvaldes premiärminister Menachem Begin, och i september började han och hans försvarsminister Ariel Sharon planera en andra invasion av Libanon med avsikt att driva ut PLO. Sharons intentioner var att förstöra PLO:s militära infrastruktur, och, om möjligt, dess ledarskap; detta skulle innebära att attackera västra Beirut där PLO:s högkvarter och bunker låg.
Sharon ville också säkerställa att Gemayel blev president. I utbyte mot israelisk hjälp förväntade sig Sharon att Gemayel, om han en gång blev president, skulle ingå ett fredsavtal med Israel vilket kunde antagas skulle stabilisera Israels norra gräns för alltid. Begin förde fram Sharons plan inför Knesset i december 1981; efter starkt motstånd där kunde dock Begin inte göra annat än att lägga planen på hyllan. Men Sharon fortsatte trycka på frågan. I januari 1982 träffade Sharon Gemayel, och diskuterade en planen om israelisk militär så långt norrut som Beirut International Airport. I februari skickades Yehoshua Seguy, chefen för den militära säkerhetstjänsten, på Gemayels bevåg till Washington, D.C. för att diskutera Libanonfrågan med Alexander Haig. Haig svarade att detta inte kunde ske utan att Libanon gjorde sig skyldig till någon värre provokation.

#### Säkerhetssituationen mellan Israel och PLO
Så långt hade det inte förekommit någon värre provokation från Libanon. Under hela perioden som eld upphör hade gällt, augusti 1981 till maj 1982, hade endast en raketattack utförts av PLO från Libanon, i maj. Attacken var en vedergällning för Israels bombning den 9 maj av PLO:s posteringar i Libanon, vilket i sin tur var en vedergällning för att PLO bombat en buss i Jerusalem. Detta åskådliggör problemet med vapenvilan för Israels sida: den gällde endast gränsen mot Libanon, varför PLO kunde utföra attacker från andra ställen utan att bryta avtalet, medan Israels svar tekniskt sett var ett brott mot eld upphör.
Arafat, å sin sida, vägrade fördöma attacker utanför Libanon eftersom eld upphör endast gällde libanesisk mark. Israel fortsatte alltså attackera PLO under eld upphör-avtalet från 1981. Dessutom bröts avtalet med över 2000 flygningar över det libanesiska luftrummet och över 650 kränkningar av libanesiskt vatten.

## Krigets tredje fas, 1982-1983

### Israelisk invasion av Libanon

#### Mordförsöket på Argov
Den 3 juni 1982 försökte Abu Nidalorganisationen mörda Israels ambassadör i London, Shlomo Argov. Abu Nidals grupp, som enligt Israels regering var en grupp inom PLO, hade försökt döda flera personer med diplomatiska uppdrag för PLO, och försökt döda såväl Arafat som Mahmud Abbas, och hade enligt Noam Chomsky dömts till döden av PLO. Enligt den brittiska säkerhetstjänsten MI5 hade mordförsöket troligen finansierats av Irak, och Mossad instämde i den bedömningen. Ariel Sharon och Menachem Begin beordrade som hämnd en luftattack mot PLO och PFLP i västra Beirut, vilket ledde till att 100 personer dog.
PLO svarade genom att ordna en motattack från Libanon med raketer och artilleri. Israel förklarade att detta var det som fick dem att senare invadera Libanon. Den 5 juni antog FN:s säkerhetsråd en resolution (UNSCR 508) som uppmanade alla parter i konflikten att omedelbart och simultant lägga ner vapnen och alla militära aktiviteter inom Libanon och längs dess gräns mot Israel, dock inte senare än 06:00 den 6 juni.

#### 6 juni 1982: Israel invaderar
Israel påbörjade Operation Fred i Galiléen den 6 juni 1982 genom att attackera PLO:s posteringar i Libanon. De avancerade snabbt in i landet mot östra Beirut, med hjälp av maronitiska ledare och milis. Efter att invasionen påbörjats antog FN:s säkerhetsråd den 6 juni 1982 resolutionen UNSCR 509, vilken upprepade uppmaningen i UNSCR 508 om att Israel skulle dra sig tillbaka från Libanon.
Syrien hade baserat ett antal sovjetbyggda luftvärnsbatterier i Bekaa-dalen i södra Libanon. Israels flygvapen förstörde batterierna 9 juni i Operation Mole Cricket 19(en) och sköt ner 82 syriska stridsflygplan i de resulterande luftstriderna utan att förlora egna flygplan. Stridernas förlopp var ett resultat av de lärdomar som Israels flygvapen dragit av sina förluster orsakade av Sovjetbyggda luftvärnsmissiler under Jom Kippurkriget och visade att Västvärlden hade ett kvalitativt övertag mot Sovjetunionen vad gällde luftstridskrafter.
Så långt hade inte USA använt sitt veto. Den 8 juni 1982 gjorde de dock detta, när ytterligare en resolution påminde Israel om tidigare krav på tillbakadragande.

#### Belägringen av Beirut
Den 15 juni 1982 hade israeliska trupper nått fram till Beiruts utkanter. USA uppmanade PLO att dra sig tillbaka från Libanon, och Sharon gav order om bombräder mot västra Beirut, träffade 16 000 PLO-män som dragit sig tillbaka där. Under tiden försökte Arafat genom förhandlingar politiskt rädda en situation som för PLO var förödande. Hans ansträngning ledde till att en multinationell styrka anlände för att evakuera PLO.
Striden i Beirut resulterade i uppskattningsvis 6 700 döda, varav 80 % civila, 1 100 döda för PLO, mot 88 döda israeler. Skarpa artilleridueller mellan Israel och PLO som besköt kristna områden i östra Beirut, gav Israel motiv till ett ökat luftanfall som började den 21 juli 1982.

#### Förhandlingar om eld upphör
Den 26 juni lades fram en proposition till en resolution inför FN:s säkerhetsråd, om att Israel genast skulle dra sig tillbaka 10 kilometer från staden som ett första steg i att dra tillbaka sina trupper från Libanon, och att palestinierna skulle dra sig från Beirut till flyktinglägren. USA lade in sitt veto, eftersom de ansåg att det var ett genomskinligt försök att låta PLO fortsätta vara en kraftfull politisk makt.
Till slut sändes Philip Habib återigen att återställa ordningen, vilket han uppnådde den 12 augusti efter att IDF utfört en intensiv bombattack av västra Beirut. Den vapenvila som Habib framförhandlade, krävde av parterna Israel och PLO att de skulle dra sig tillbaka, och att en multinationell styrka (den amerikanska marinen samt franska, brittiska och italienska enheter) skulle garantera PLO:s reträtt och skydda den försvarslösa civilbefolkningen.

### Internationell inblandning: 1982-1984
Den multinationella styrkan anlände till Beirut den 20 augusti 1982, för att övervaka PLO:s tillbakadragande från Libanon, och USA:s medling resulterade i en evakuering av syriska trupper och PLO-milis från Beirut. Israel menade dock att omkring 2000 militanta PLO-medlemmar gömde sig i de palestinska flyktingförläggningarna i Beiruts utkanter.
Falangistledaren Bashir Gemayel valdes till president under övervakning av israelisk militär den 23 augusti. Hans presidentskap var illa omtyckt, blev framröstat med liten marginal i parlamentet medan de flesta muslimska parlamentsledamöter bojkottade sessionen. Många, särskilt i muslimska kretsar, skrämdes av hans relation till Israel. Han mördades den 14 september.

#### Massakrerna i Sabra och Shatila
Efter överläggningar med falangistledarna, körde Sharon och Eitan över regeringen och sände trupper till västra Beirut, och bröt därmed Habibavtalet. Dessa trupper transporterade omkring 200 falangister till flyktingförläggningar, vilka falangisterna trängde in i den 16 september. De stannade där till den 19 september, då de hade massakrerat 700-3000 palestinier enligt officiell israelisk statistik.
Kahankommissionen, vilken Israels regering satte upp för att undersöka omständigheterna runt massakern, höll Sharon och Eitan indirekt ansvariga, genom att fastslå att israeler borde ha insett vad som skulle hända om de sände 200 antipalestinier till palestinska flyktingförläggningar. Kommissionen uppmanade Sharon att avgå som försvarsminister, vilket han gjorde, men han kvarblev i regeringen som minister utan portfölj.
Massakrerna hamnade på löpsedlar över hela världen, och röster höjdes för att det internationella samfundet skulle anta ansvaret för att stabilisera läget i Libanon. Som följd av detta stannade den multinationella styrkan kvar som fredsbevarande styrka. Med stöd av USA valdes Amine Gemayel att efterträda sin bror som president, och han fokuserade än en gång på tillbakadragandet av de israeliska och syriska styrkorna.

#### Avtalen den 17 maj

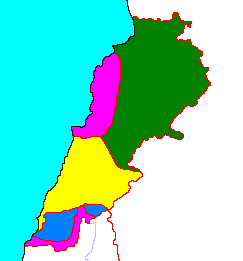
Libanon 1983. Kartan visar vilka grupper som kontrollerade vilka områden detta år. Mörkgrönt område: under Syrien. Rosa: kristna grupper. Gult: Israel och dess allierade. Blått: under FN.

Den 17 maj 1983 undertecknade Amine Gemayel, Israel, och USA ett avtal. Enligt detta skulle Israel dra sig tillbaka under förbehåll att även Syrien skulle göra så. Avtalet fastslog att krigstillståndet mellan Israel och Libanon var över, varmed avtalet i praktiken blev ett fredsavtal, men många muslimer betraktade det som ett försök av Israel att skaffa sig permanent kontroll över södra Libanon.
17 maj-avtalet framställdes runt om i arabvärlden som en kapitulation, och president Gemayel anklagades för att vara en quisling; spänningarna i Libanon hade tilltagit kraftigt. Syrien tog kraftigt avstånd från avtalet och vägrade diskutera ett tillbakadragande av sina trupper, och ett dödläge uppstod.
I augusti 1983 drog sig Israel tillbaka från Choufdistriktet sydöst om Beirut, varigenom de hävde buffertzonen mellan drusisk och kristen milis. Detta fick nya brutala strider att bryta ut. I september hade druserna tagit kontroll över nästan hela Chouf, och israelerna hade dragit sig tillbaka så när som på en säkerhetszon i söder. IDF skulle kvarbli i denna zon, i strid mot FN:s resolution 425, till 2000.

#### Återupptagna strider
När den libanesiska armén fullständigt bröt samman i februari 1984, till följd av att många av dess muslimska och drusiska enheter blivit miliser, var det en stor kris för regeringen. Syriska och muslimska grupper ökade trycket på Gemayel, varför han hävde 17 maj-avtalet. USA:s flotta lämnade Libanon några veckor senare.
Denna period av kaos var början till attacker på amerikanska och västliga intressen, som självmordsbombningen av USA:s ambassad i västra Beirut den 18 april 1983, vid vilken 63 människor omkom. Reagan beordrade från Vita huset att flottbaserna skulle bomba drusiska mål, vilket ledde till flera dödsfall, huvudsakligen av civilbefolkning, och självmordsbombningar blev svar på detta. Sedan, den 23 oktober, utfördes en självmordsbombning i Beirut mot USA:s och Frankrikes militära högkvarter, vilken dödade 241 amerikaner och 58 franska tjänstemän. Den 18 januari 1984 mördades ordföranden för Amerikanska universitetet i Beirut, Malcolm Kerr. Efter att USA:s styrkor dragits tillbaka i februari 1984 fortsatte de antiamerikanska attackerna, bland annat genom en andra bombning av annexet till USA:s ambassad i östra Beirut den 20 september 1984, vid vilket nio personer omkom, däribland 2 amerikanska tjänstemän. Läget var så allvarligt att USA:s utrikesdepartement utfärdade förbud för amerikaner att färdas till Libanon 1987, och reseförbudet hävdes först tio år senare, 1997.
Hizbollah växte fram under dessa år, från att vara en lös sammanslutning av shiitiska grupper som kämpade mot den israeliska ockupationen, och skilde sig från den shiitiska huvudfåran, Nabih Berri:s Amalrörelse. Gruppen fann influenser från den revolutionära islamismen i den iranska revolutionen 1979, och fann sitt fäste hos Pasdaranväktarna. Med stöd av Iran, och en stor grupp av shiitiska flyktingar som kunde stödja dem, blev Hizbollah snart en stridande kraft att räkna med.

## Krigets fjärde fas, 1984-1989

### Konflikten förvärras och en politisk kris
Mellan 1985 och 1989 förvärrades konflikten mellan de religiösa grupperna, medan olika försök att lösa situationen inom landet misslyckades. Hårda strider ägde rum under "kriget om lägren" 1985-1986 vid vilket en syriskstödd koalition som leddes av Amalmilisen försökte driva ut PLO från deras libanesiska högborgar. Tusentals palestinier dog, och flyktingförläggningarna Sabra, Shatila, och Bourj al-Barajneh förstördes nästan fullständigt.
Från och med 1985 utförde palestinska grupper ett antal kidnappningar av västerlänningar, vilket fick stor medial uppmärksamhet. Gisslan användes som vapen i förhandlingar. Några av dessa kidnappade släpptes först 1992, men de flesta frigavs efter att Israel släppt 15 araber som de hållit fängslade utan rättegång, 21 oktober 1991. Längst hölls amerikanen Thomas Sutherland, 2354 dagar. Oliver North försökte byta vapen mot gisslan, vilket blev en internationell skandal. Israel höll teologen schejk Abdel Karim Obeid som gisslan från 1989.
Större sammandrabbningar började 1987 igen i Beirut, när palestinska vänsteranhängare och druser gick samman mot Amal, vilket ytterligare tilldrog sig Syriens inblandning. Våldsamma konfrontationer uppstod igen 1988 i Beirut mellan Amal och Hizbollah. Hizbollah tog snabbt kontrollen över Amals områden i staden, och för första gången uppstod en kraftfull milis i huvudstaden.

#### Aouns regering
Premiärminister Rashid Karami mördades den 1 juni 1987, vilket Samir Geagea senare dömdes för. I september 1988 löpte Gemayels mandatperiod som president ut. Innan han begärde avsked, utsåg han en annan maronit, befälhavaren av Libanons reguljära armé, general Michel Aoun, som ställföreträdande efterträdare. Gemayel bröt därmed den nationella pakten från 1940-talet. Konflikter uppstod också genom att Irak började blanda sig i allt mer, emedan Saddam Hussein behövde nya slagfält under Iran–Irak-kriget. Genom att kontra Irans inflytande via Amal och Hizbollah, stödde Irak de kristna; mellan 1988 och 1990 hjälpte Saddam Hussein Aoun.
Muslimska grupper avvisade brottet mot den nationella pakten och uttalade stöd för Selim al-Hoss, en sunnit som efterträtt Karami. Libanon var därmed delat mellan en kristen militärregering i östra Beirut och en civil regering i västra Beirut.

#### Aouns "frihetskrig"
Den 14 mars 1989, utropade Aoun vad han kallade "frihetskrig" mot Syrien och deras libanesiska allierade miliser. Trycket från Syrien på Aouns armé ökade därför. Aoun fortsatte sitt frihetskrig och förnekade Hafez al-Assads regim och menade att han stred för Libanons självständighet. Fastän han verkar ha haft utbrett stöd för detta bland de kristna, betraktades han som en sekteristisk ledare bland annat av muslimer, vilka misstrodde hans agenda. Han hade också svårigheter med den syriskstödda regeringen under Selim al-Hoss.
Militärt sett uppnådde kriget inte sitt mål. I stället orsakade det svår förstörelse av östra Beirut och en massiv utvandring av den kristna befolkningen.

### Taifavtalet
Taifavtalet från 1989 var början till slutet på kriget. I januari samma år hade en kommitté utsedd av Arabförbundet, under Kuwaits ordförandeskap och med Saudiarabien, Algeriet och Marocko, börjat utforma en lösning på konflikten. Detta utmynnade i ett möte med libanesiska parlamentariker i Taif, Saudiarabien, där de kom överens om ett förlikningsavtal i oktober. Avtalet medgav Syrien stort inflytande över Libanon. Parlamentet återvände till Libanon där de ratificerade avtalet den 4 november och valde Rene Mouawad till president dagen därpå. Michel Aoun, som befann sig i östra Beirut, vägra erkänna vare sig avtalet eller Mouawad.
Mouawad mördades 17 dagar senare, den 22 november, i en bombattack i Beirut. Han efterträddes av Elias Hrawi (som kvarblev i befattningen till 1998). Återigen vägrade Aoun att erkänna valet, och upplöste parlamentet.

#### Inbördes strider i Östra Beirut
Den 6 januari 1990 beordrade general Aoun all libanesisk massmedia att sluta använda beteckningar som "president" eller "minister" för att beskriva Hrawi och andra medlemmar av Taifregeringen. Lebanese Forces, som hade blivit en rivaliserande maktbricka i de kristna delarna av huvudstaden, protesterade genom att släcka alla utsändningar. Spänningar med LF tilltog, när Aoun befarade att de tänkte sluta upp runt Hrawi.
Den 31 januari 1990 drabbade Libanons reguljära armé samman med Lebanese Forces, efter att Aoun hade förklarat att det var ett nationellt intresse för regeringen att "ena alla vapen" (det vill säga att LF måste acceptera hans myndighet som tillförordnad statschef). Detta ledde till strider i östra Beirut, och fastän LF till en början hade framgångar, ledde de mellankristna striderna till att milisen förlorade en stor del av sin stridande kraft.
I augusti 1990 ingick parlamentet (som inte hörsammat Aouns order att upplösas) och den nye presidenten ett avtal om ändringar i konstitutionen, för att åstadkomma några av de politiska reformer som ingick i Taifavtalet. Parlamentet utökades till 128 platser och var för första gången jämnt delat mellan kristna och muslimer.
Medan Saddam Hussein ägnade all sin kraft åt Kuwaitkriget, avtog det irakiska stödet till Aoun.
Den 13 oktober kallade Syrien till en större operation, med dess egen armé, dess flygvapen samt libanesiska allierade (under general Emile Lahoud) mot Aouns högkvarter, vilket ledde till att hundratals anhängare till Aoun avrättades. Aoun hade då förlorat, eftersom han hade haft hela sin armé i huvudstaden. Han flydde till Franska ambassaden i Beirut, och gick senare i exil i Paris. Han kunde inte återvända förrän i maj 2005.

## Slutet på inbördeskriget
I mars 1991 antog parlamentet en amnestilag för alla politiska brott som begåtts före denna lag skulle träda i kraft. Benådningen gällde inte brott som begåtts mot utländska diplomater eller de slag av mål som ställts inför Högsta juridiska rådet. I maj 1991 upplöstes miliserna - med Hizbollah som undantag, och den reguljära armén började sakta återuppbyggas och ta över den militära kontrollen.
Våld fortsatte i liten skala. Under slutet av december 1991 exploderade en bilbomb i det muslimska området Basta. Åtminstone 30 personer dog och 120 skadades, däribland den förre premiärministern Shafik Wazzan, som färdades i en skottsäker bil.

## Slutsatser

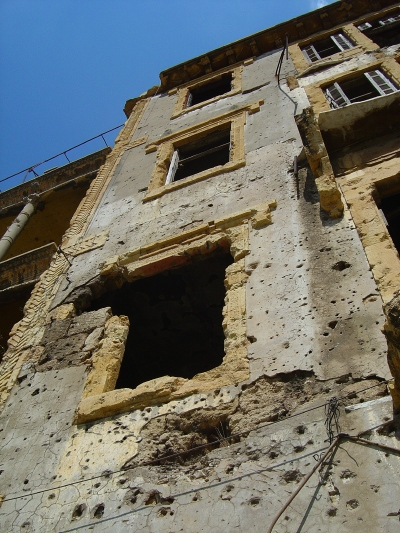
En krigsskadad byggnad i Beirut, ännu oreparerad 2004.

Sedan slutet på inbördeskriget har det varit parlamentsval flera gånger, större andelen av miliserna har tynat bort eller upplösts, och den reguljära försvarsmakten har för regeringsmakten utökat dess auktoritet över två tredjedelar av landet. Efter eld upphör, som bröts den 12 juni 2006, har den libanesiska armén för första gången på mer än tre årtionden kontroll över de södra delarna av Libanon. Bara Hizbollah är ännu beväpnade, till följd av att de anser att de för ett legitimt motstånd mot Israel i Shebaaområdet.
Libanon är fortfarande ärrat av inbördeskriget. Sammanlagt beräknas att mer än 100 000 personer dödades. Ytterligare 100 000 blev invalidiserade. Omkring 900 000, en femtedel av befolkningen före kriget, blev hemlösa. Uppskattningsvis kan en kvarts miljon människor ha flytt landet permanent. Tusentals landminor är fortfarande nedgrävda på tidigare krigsplatser. Några av den kidnappade gisslan från mitten av 1980-talet släpptes i juni 1992..
Bilbomber blev till följd av inbördeskriget ett vanligt vapen för våldsamma grupper runt om i världen. Under krigets femton år utfördes 3 641 bilbomber, vilka dödade 4 386 personer.
Landet har gjort framsteg mot att återuppbygga dess politiska institutioner och återta den nationella suveräniteten, och har byggt upp ett politiskt system som ger muslimer mer makt i den politiska processen. Kritiker menar att lösningen cementerar de religiösa motsättningarna i regeringen. Sedan Libanonkonflikten 2006 har dock klockan vridits tillbaka, och några av problemen som fanns före 1975 har åter börjat göra sig gällande.